# 77式两栖装甲输送车
77式两栖装甲输送车（工厂研发代号WZ511）是中国自行研制的第一代水陆两栖装甲输送车，是以63式兩棲坦克底盤為基礎，去掉坦克炮塔，將原車戰鬥艙的裝甲板加高作為運載艙。適于强渡江河和沿海地登陆与反登陆作战；摧毁敌滩头阵地防御设施。是水陆两栖坦克的战术配套车辆。

## 历史

### 77-1
1965年4月开始研制，製成2輛原型樣車，1969年和1970年进行投入小批試生產，经过几次大的改进设计後，1977年11月经审查定型，命名为“77式水陆装甲输送车”，也称为77-1式，是为区别后来的77-2式水陆装甲输送车。

### 77-2
1978年开始研制，在77-1基础上改进，简化结构，取消运载火炮的能力，1980年定型。

## 设计
77-1式以63式水陆坦克为基础，去掉炮塔，将原车战斗舱加高改为密封式运载舱，设有射击观察孔，运载舱顶部有3个供进出的舱口，还开有侧门，运载舱顶部凹进有驮载火炮的固定装置，车尾设置供装卸火炮用的可折叠跳板和牵引装置。车首上有驾驶员、车长舱口及一挺高射机枪，车首上装甲板上装有防浪板。具有抗三级风/1.2m浪高的能力。77式动力、传动、水上喷水推进、操纵、行动、通信设备等主要部件与63式水陆坦克相同，与63式水陆坦克具有相同的机动性，可乘载20名步兵，可背负运载和短距离牵引火炮，输送物资、器材、弹药等。乘载步兵可从车的前、后以及两侧踏翼子板上下车。
77-2式在77-1基础上简化结构，去除运载火炮有关的功能，运载舱顶部凹进部分升高，增大运输舱空间。车右侧增开1个侧门便于人员和担架出入，主要用来输送步兵配合水陆坦克作战，以及便于转运伤员。

## 衍生型
- 77式两栖指揮車
- 77式两栖装甲救护车
- 77式两栖戰場回收車
- 77式两栖工程车
- 77式两栖迫擊炮車
- 77式两栖弹药运输车
- 民用石油工程作业车